# Alsópozsgás
Alsópozsgás (románul: Pojejena, szerbül: Пожежена/Požežena, németül: Wallachisch-Poscheschena) falu Romániában, a Bánságban, Krassó-Szörény megyében, Pojejena központja. Az első világháborúig Krassó-Szörény vármegye Újmoldovai járásához tartozott. 1977-ben beleolvadt Felsőpozsgás (Pojejena de Sus).

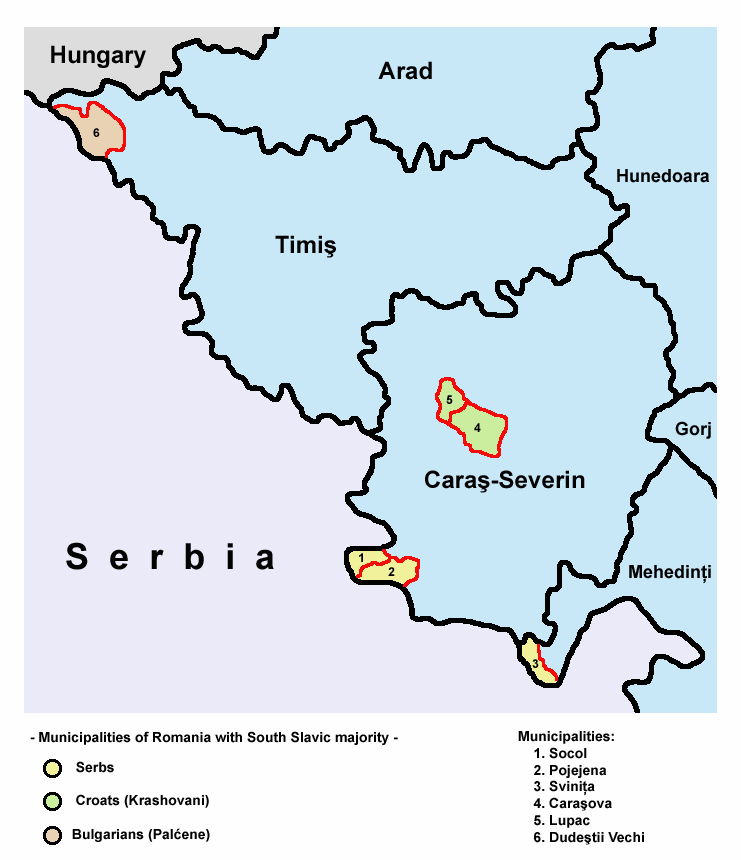
Alsópozsgás község (2.) elhelyezkedése

## Nevének változásai
1840-ben Possechena (Oláh), 1873-ban Posesena (Román-), 1880-ban Pozsezsena (Román-), 1900-ban Románpozsezsena, 1920-ban Pojejena română,  1930-1956 között Pojejena-de-Jos és 1966-ban Pojejena de Jos az elnevezése.

## Népessége
- 1900-ban Alsópozsgás 782 lakosából 765 volt román, 10 szerb, 3 német, 2 magyar és 2 egyéb anyanyelvű; 779 ortodox és 3 izraelita vallású.
- 1900-ban Felsőpozsgás 706 lakosából 583 volt szerb, 79 román, 20 magyar és 11 német anyanyelvű; 663 ortodox, 29 római katolikus, 8 református és 6 zsidó vallású.
- 1992-ben, az 1977-ben egyesült települések 1386 lakosából 1037 volt román, 305 szerb,  29 cigány, 6 magyar, 4 német és 5 cseh nemzetiségű, 1143 volt ortodox, 232 baptista, 8 római katolikus és 1 pünkösdi vallású.
- 2002-ben 3300 lakosából 1719 volt szerb, 1515 román, 38 cigány, 15 magyar, 6 cseh, 5 német, 1 horvát és 1 ukrán nemzetiségű, 2780 ortodox, 487 baptista, 16 római katolikus, 5 görögkatolikus, 2 evangélikus, 2 pünkösdi és 1 református.

## Politika
A 2012-es helyhatósági választásokon a Szociálliberális Párt 5 mandátumot, a Nemzeti Liberális Párt és a Romániai Szerbek Szövetsége 2-2 mandátumot, a Románia Haladásáért Nemzeti Unió, a Partidul Poporului – Dan Diaconescu, a Szociáldemokrata Párt és a Partidul Noua Generație - Creștin Democrat 1-1 mandátumot szerzett.